# アントン・ハルティンガー
アントン・ハルティンガー（Anton Hartinger、1806年 - 1890年）はオーストリアの画家である。植物画家として評価が高い。

## 略歴
ウィーンで生まれた。1820 年からウィーン美術アカデミーでイグナーツ・シュトレンツェル(Ignaz Strenzel)とセバスティアン・ヴェグマイヤー(Sebastian Wegmayr)に学んだ。1843年から1851年の間、ウィーン美術アカデミーの会員となり、クロモリソグラフィー（多色石版印刷）の技術のパイオニアである。1844年から1866年の間に20回に分割して、『ウィーンの庭園』（"Paradisus Vindobonensis"）を出版した。解説はシュテファン・エンドリヒャーが行い、後にバートホルト・カール・ジーマンが引き継いだ。この書物の残存数は極めて少ないが、ウィーンとイギリスの文書館に残されている。

## 著作
下記の書籍などの挿絵を描いた。
- Ludwig Zeuschner: Geognostische Beschreibung des Nerineen-Kalkes von Inwald und Roczyny. In: Wilhelm von Haidinger (Hrsg.): Naturwissenschaftliche Abhandlungen 3, 1, Wien 1850, S. 133–146 Taf. XVI–XVII.
- Franz von Hauer: Über die von Herrn Bergrath W. Fuchs in den Venetianer Alpen gesammelten Fossilien. Denkschriften der Kaiserlichen Akademie der Wissenschaften 2, Wien 1850, Taf. I–IV .
- Eduard Palla: Atlas der Alpenflora. Mit Farbtafeln nach Naturaufnahmen und Originalen. Fünf Bände. 2., neubearb. Auflage, hrsg. vom Deutschen und Oesterreichischen Alpenverein. Lindauer, München 1897.

## ハルティンガーの植物画の画像

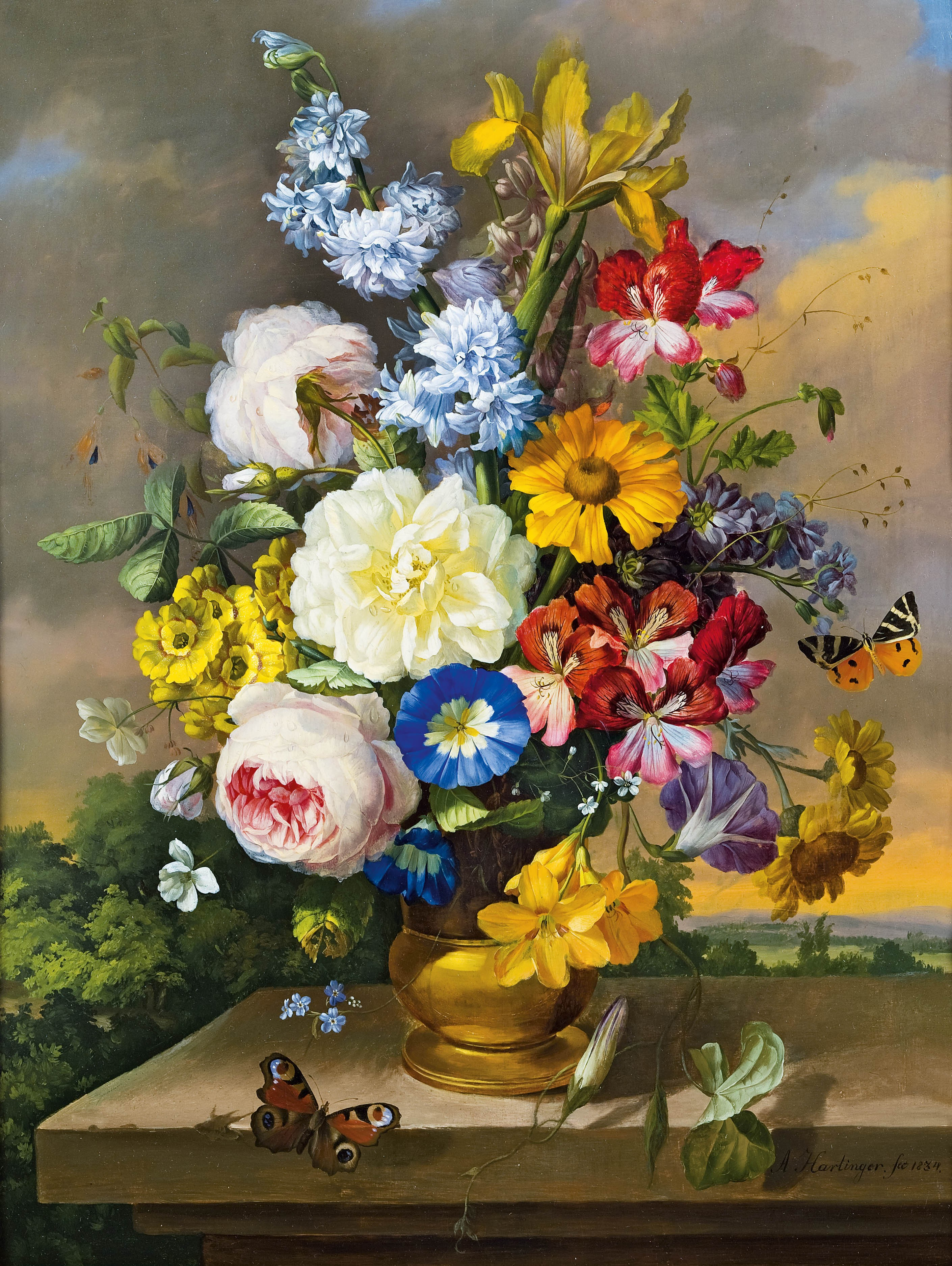
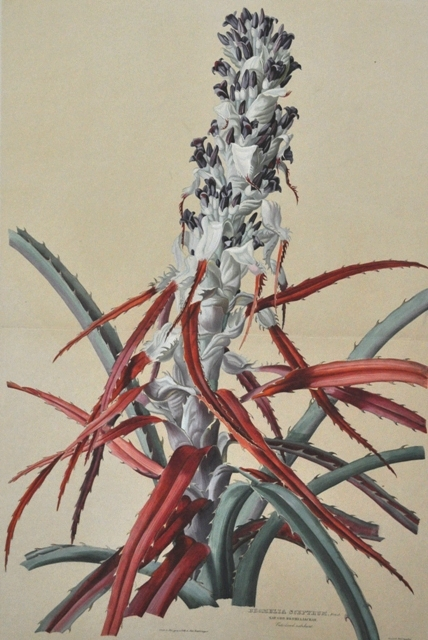
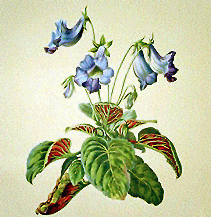
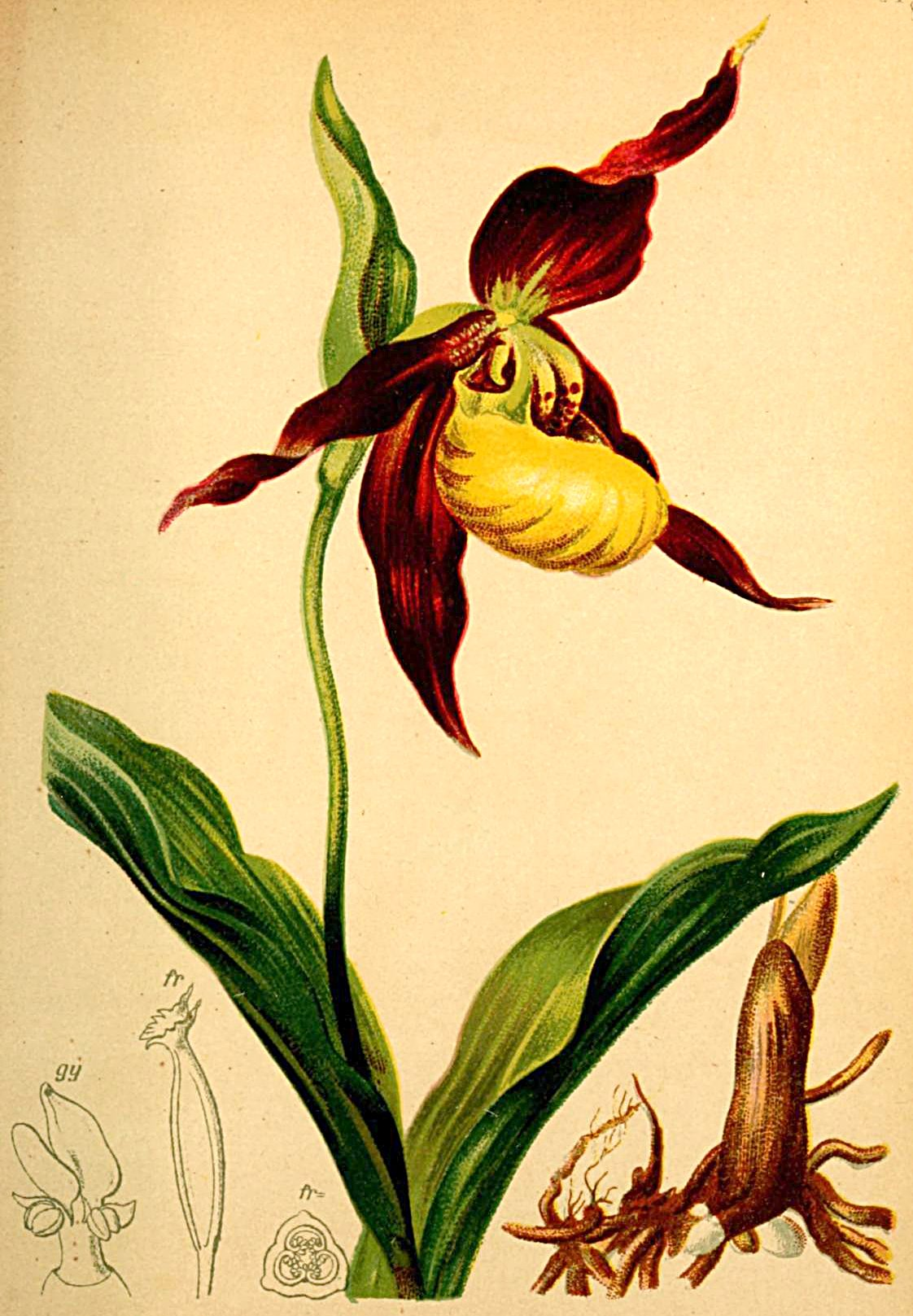
Cypripedium calceolus